# Rosquilla
La rosquilla es un dulce frito u horneado hecho con distintos tipos de masa, desde una masa más o menos esponjosa hasta masa hojaldradas. Tiene forma toroide, es decir, forma de rosca, de ahí su nombre.

## Rosquilla española

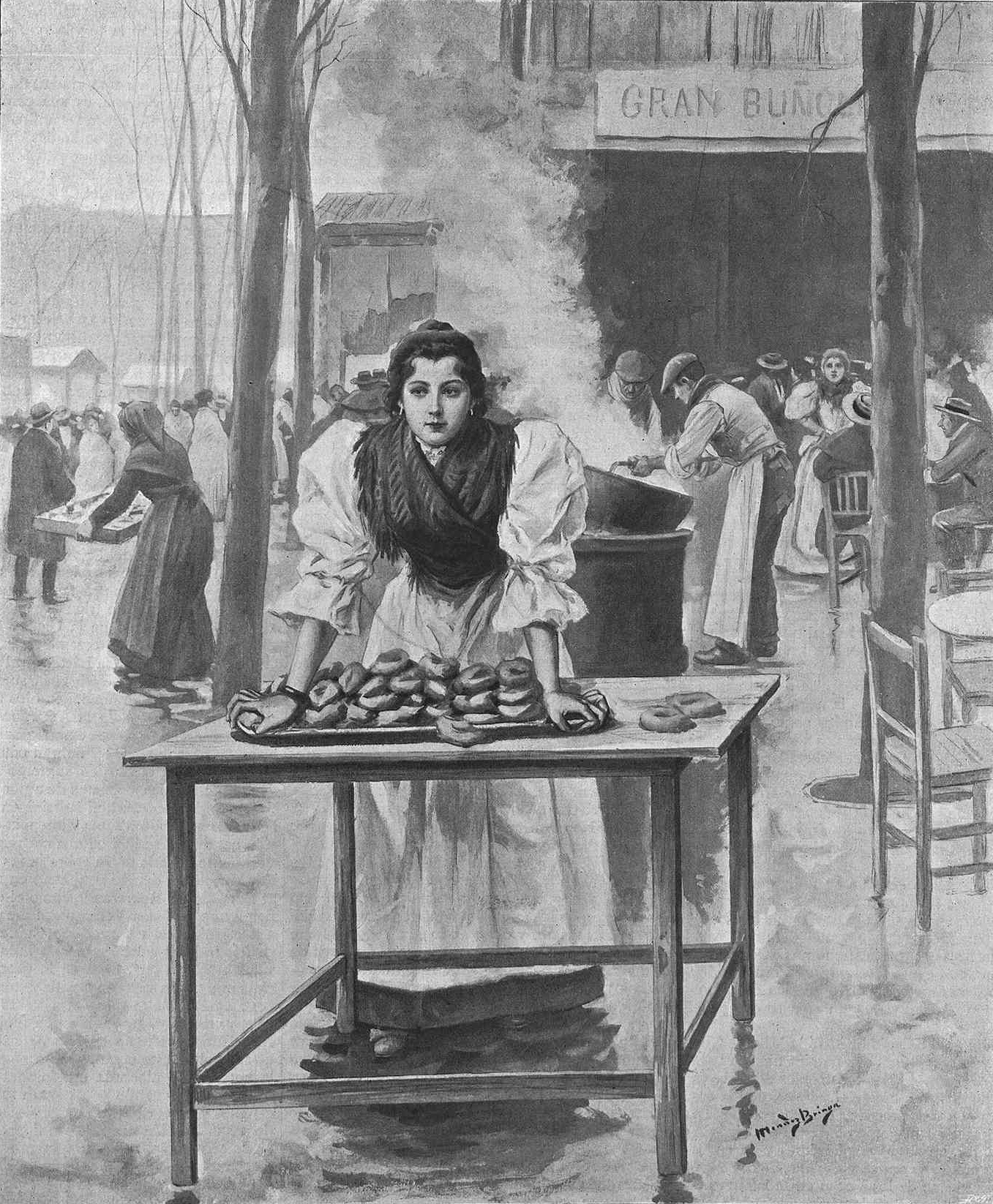
Puesto con rosquillas en la antigua romería de la Cara de Dios en Madrid (1897).

La rosquilla es un dulce español típico en la Semana Santa, cuyo origen se remonta al antiguo Imperio Romano, época en la que su receta se extendió a buena parte de Europa y de la cuenca mediterránea.
Entre las rosquillas de San Isidro, patrón de Madrid cuya festividad se celebra el 15 de mayo, existen cuatro variedades típicas que se diferencian principalmente en el acabado final y no en la receta para la masa:
- Rosquillas tontas: son las más antiguas y no llevan ningún acabado, de ahí su nombre por ser las más simples. Tradicionalmente se hacían con excedentes de masa de pan. Suelen estar perfumadas con anís.
- Rosquillas listas: llevan una capa de azúcar glas que puede ser modernamente de distintos colores (marrón, amarillo, rosa…). También pueden ir "emborrachadas".
- Rosquillas de Santa Clara: después de bañarlas en clara de huevo, se cubren con una capa de merengue seco de color blanco. En toda la comunidad de Castilla y León, se hacen de mayor tamaño y son conocidas como rosquillas de baño o roscos de Castilla.[2]
- Rosquillas francesas: se rebozan en almendra picada.
- Rosquillas ciegas, parecidas a las rosquillas de Santa Clara, carecen de agujero en el medio, de ahí su nombre de ciegas. Son típicas de Castilla y León.[3]
- Rosquillas de palo: horneada y de textura compacta, generalmente es redonda, de unos 12 cm de diámetro, y típica de Castilla y León.[4]

Tradicionalmente, en la zona de Reinosa (Cantabria, España), se conservaban en invierno en recipientes enterrados en la nieve de las montañas de la cordillera Cantábrica. Este postre también es típico de Santillana del Mar.
En Galicia las rosquillas se consumen en todas las romerías y fiestas populares, siendo las elaboradas en Puenteareas de las más conocidas.

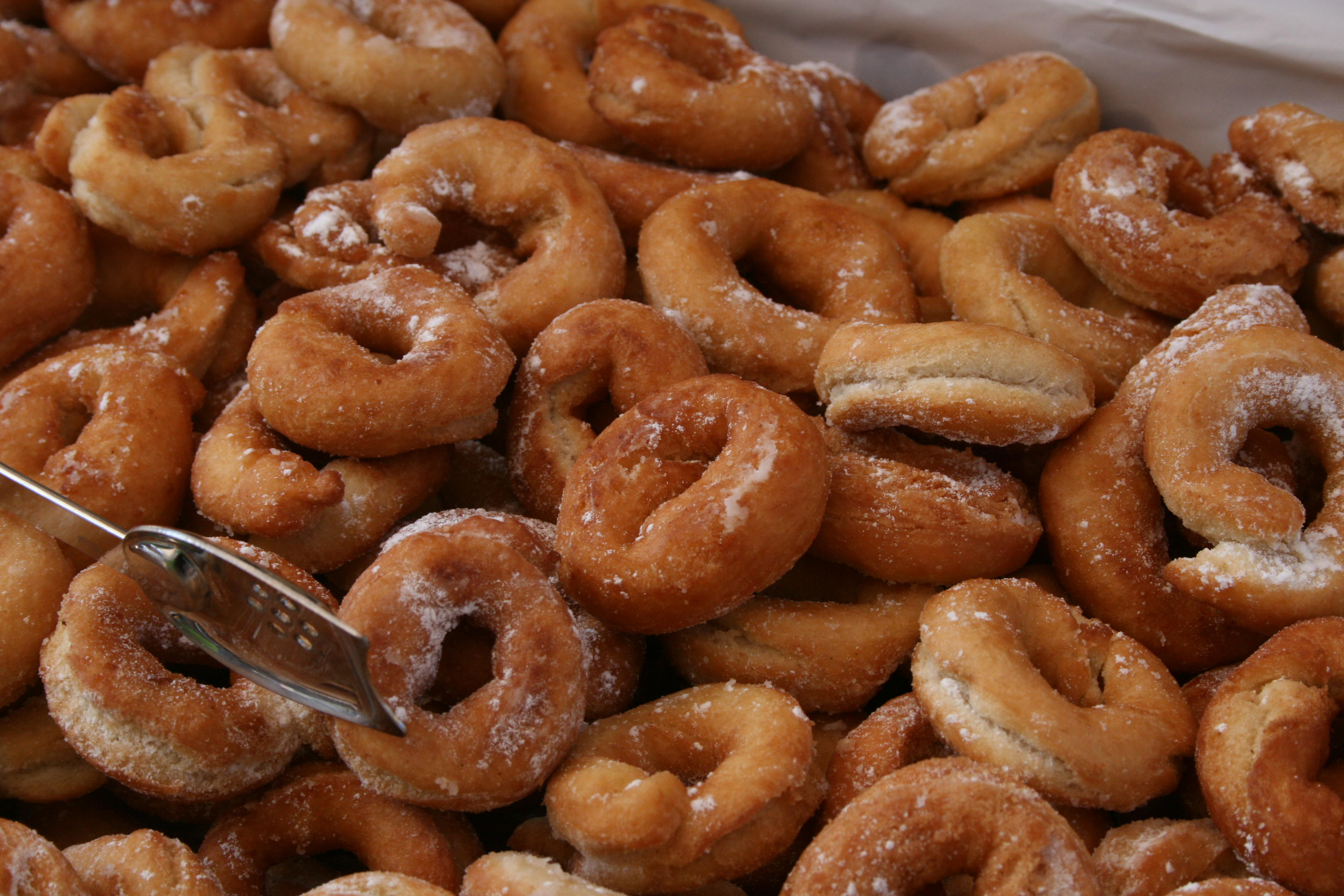
Rosquillas fritas en Asturias.
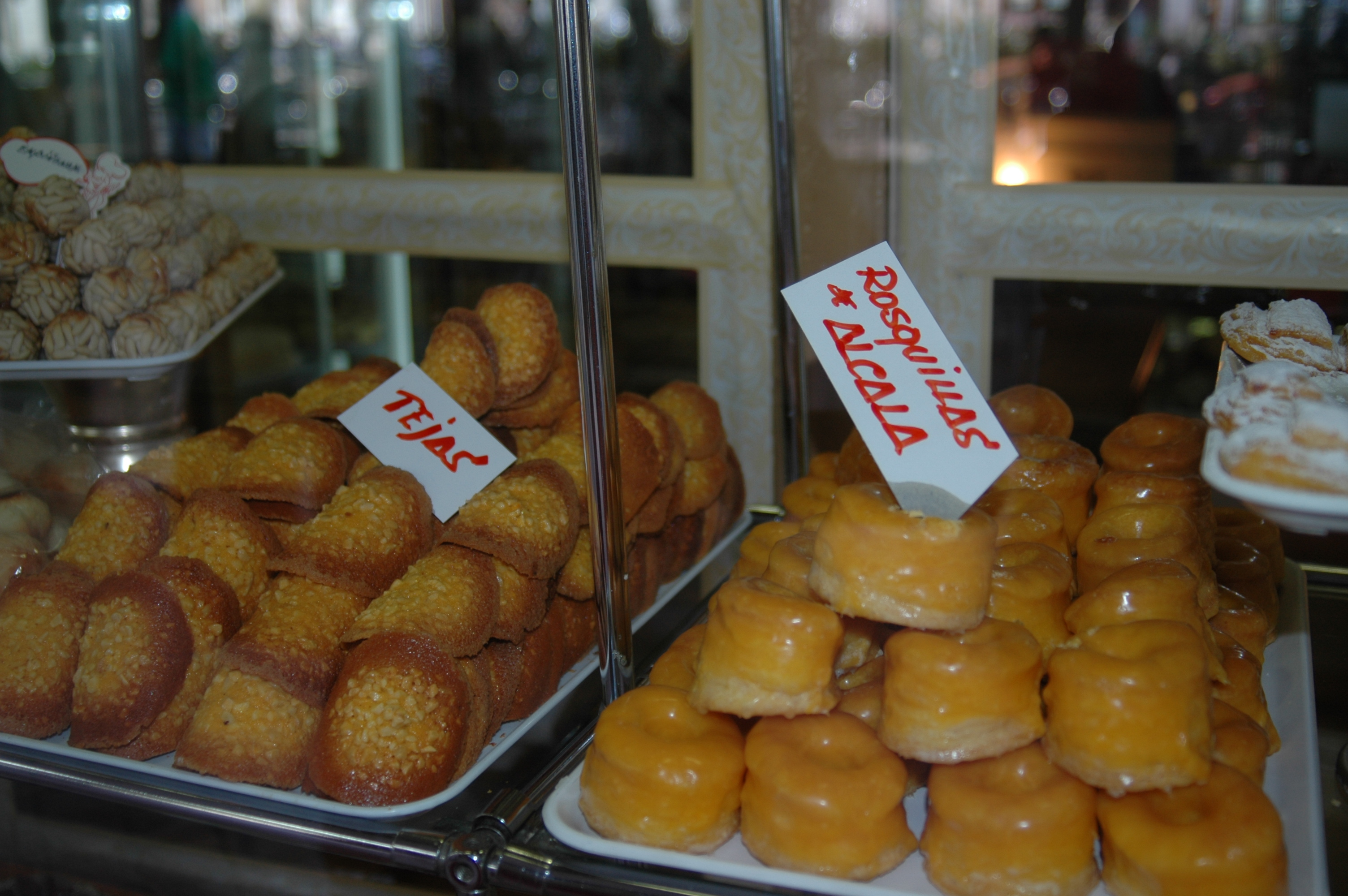
A la derecha, rosquillas de Alcalá, una variante de rosquillas listas.
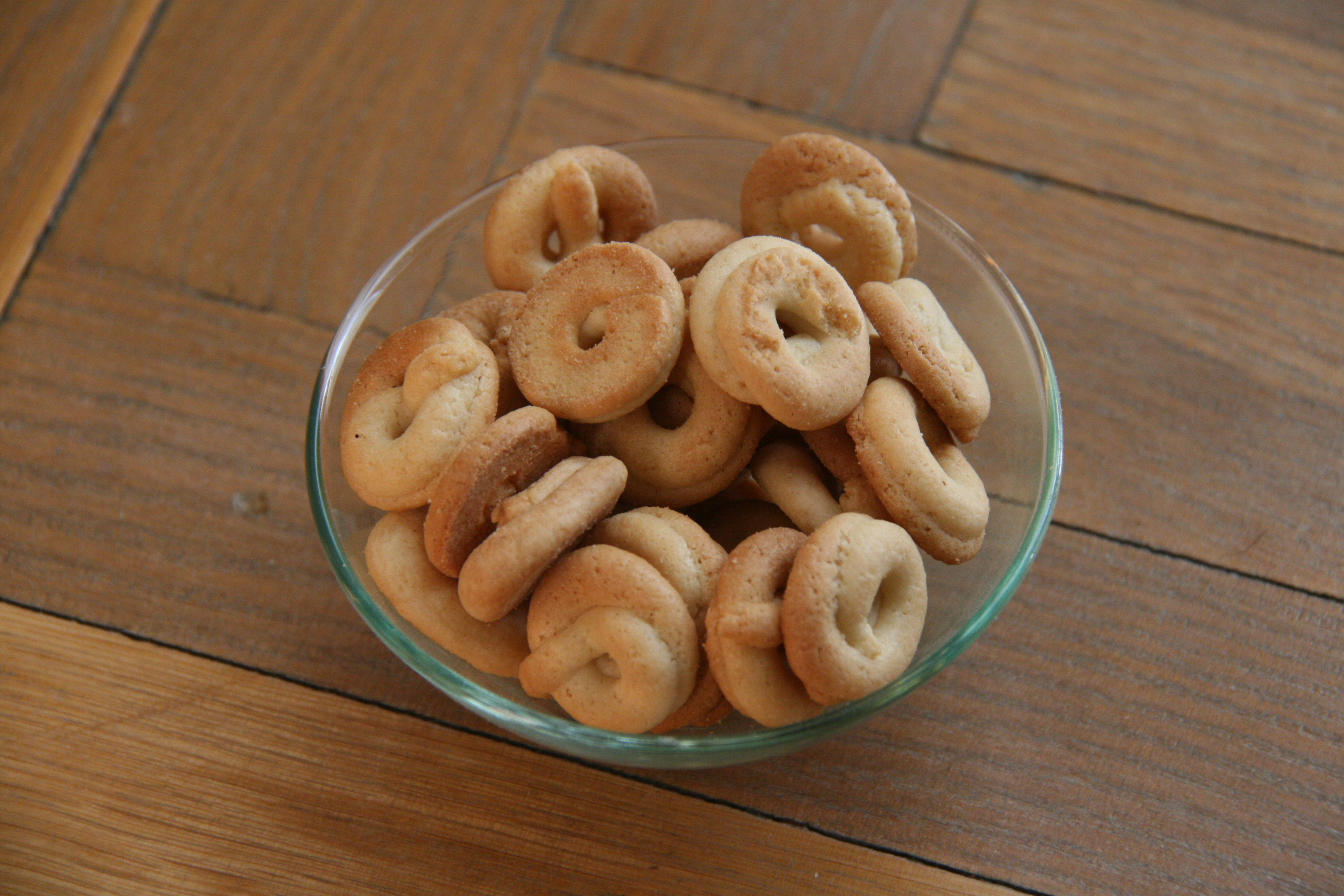
Rosquillas de Ledesma.
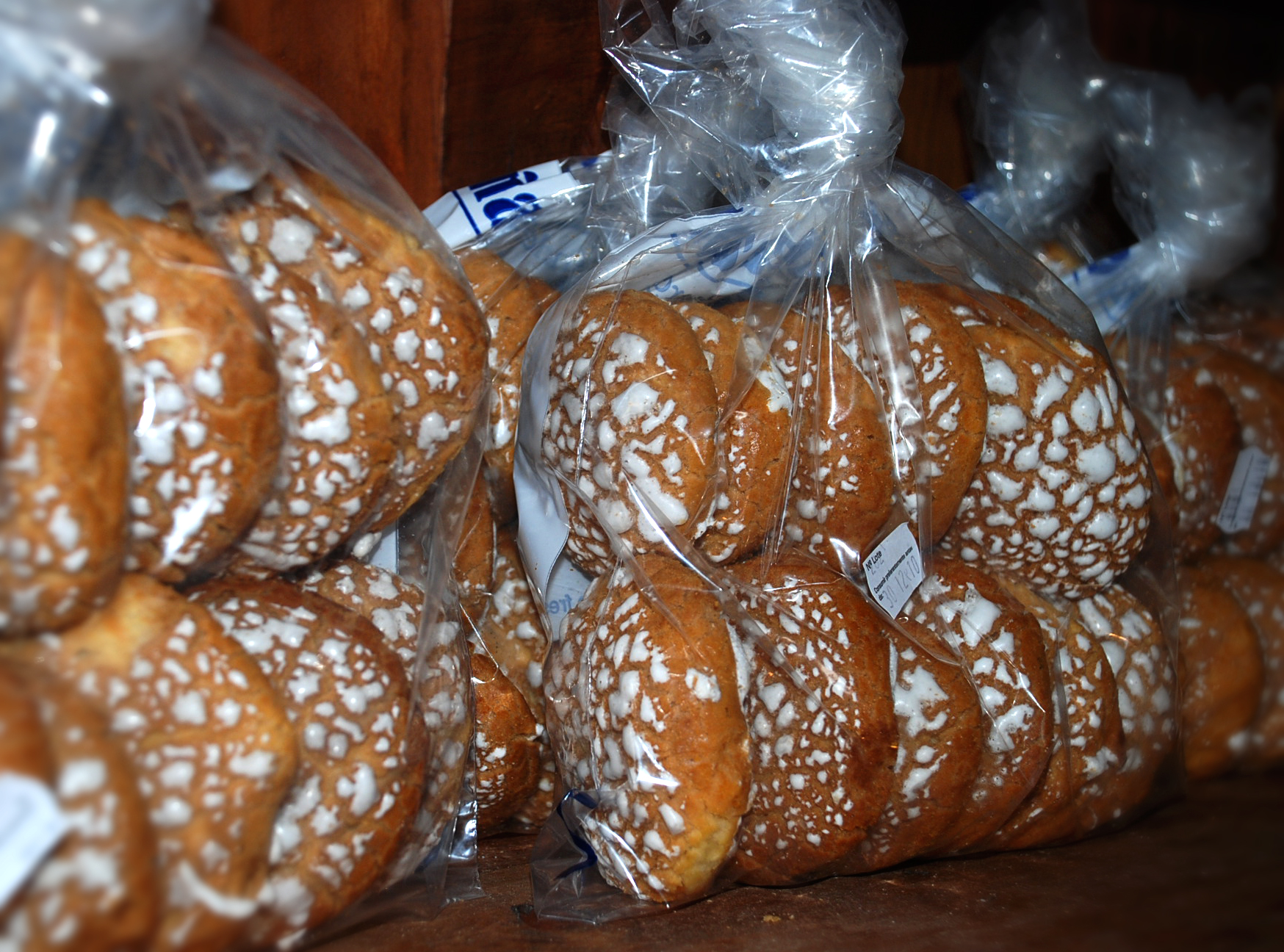
Ciegas de Palencia.
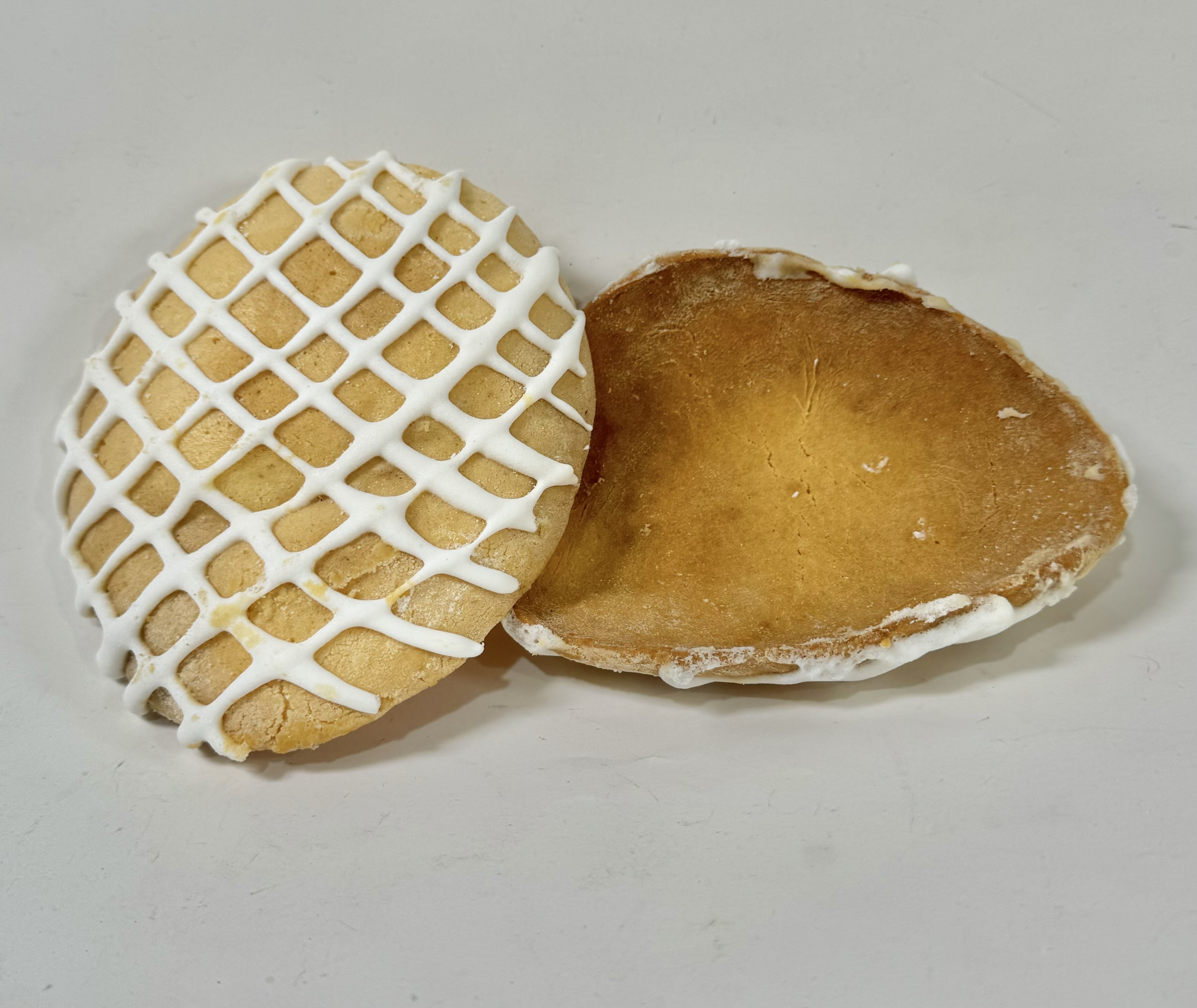
Rosquillas ciegas de Cuéllar.

## Rosquetes bolivianas
En Bolivia, específicamente en la ciudad de Punata, se elaboran rosquetes cuya masa ingresa a hornos a leña. El rosquete es bañado luego con merengue, una crema que tiene como ingrediente principal la planta polla polla. Se empezó a elaborar en el siglo XVIII basándose en la rosquilla española.

## Rosquitas peruanas

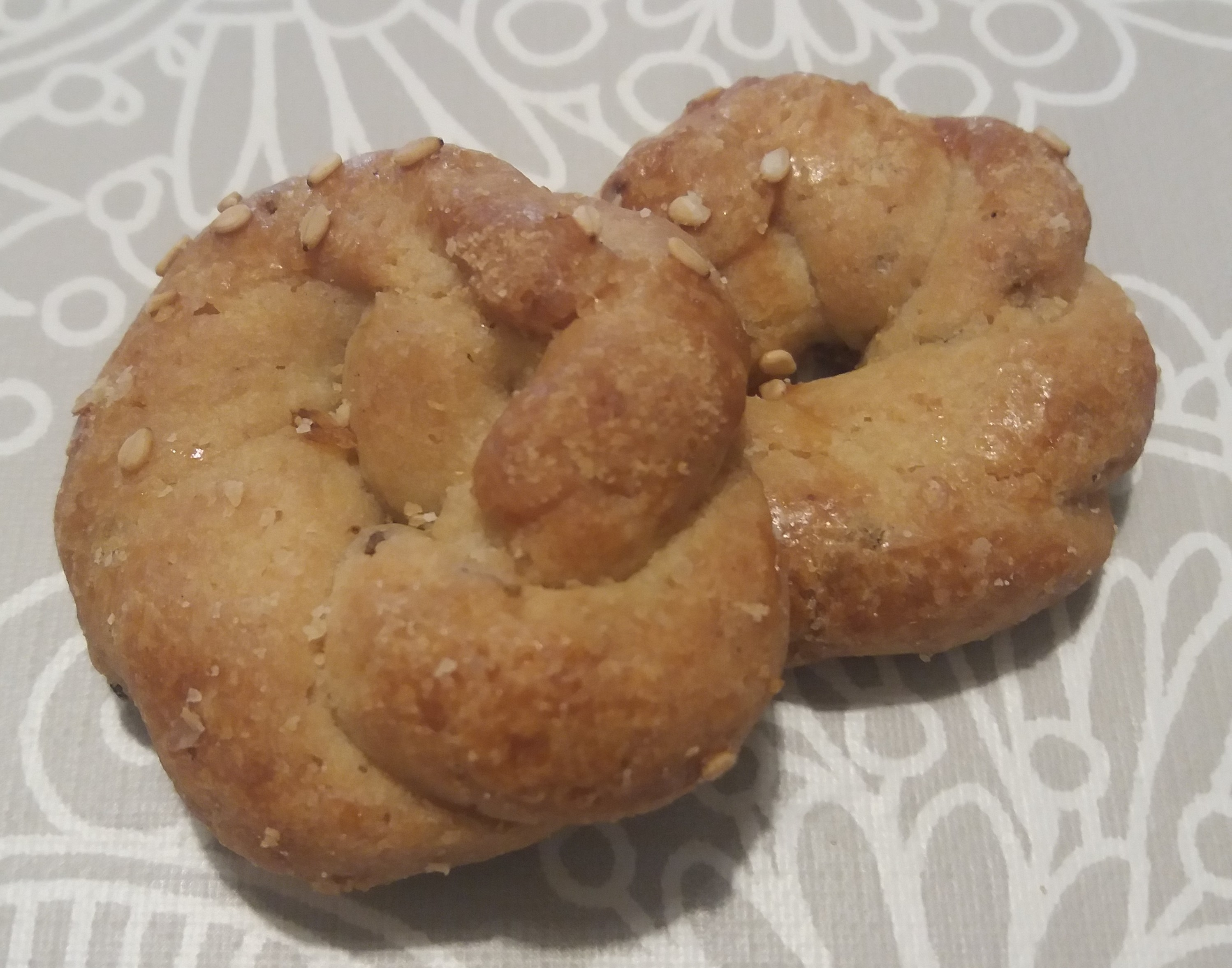
Rosquitas dulces peruanas

En Perú se denomina rosquita a un bizcochito horneado que se elabora en forma de rosca o aro pequeño, tradicionalmente realizando un trenzado. Existen dos tipos, los salados, denominados rosquetes, y los dulces, llamados rosquitas, las cuales son las más extendidas. Son elaborados y distribuidos en panaderías y supermercados, y se utiliza harina de trigo, manteca y granos de anís en la costa peruana, mientras que en la selva la masa es a base de almidón de yuca, huevo y sal.

## Dónut
El dónut (en inglés doughnut o simplemente donut) o dona, famoso por la gran difusión que supieron darle los departamentos de marketing de ciertas marcas estadounidenses desde mediados del siglo XX, podría considerarse como una variante de la rosquilla tal y como se elabora en España. De hecho, en muchos otros países existen variedades de forma y sabor muy parecidas a la tradicional rosquilla española, todas muy anteriores al dónut.